# Kiwi.com
Kiwi.com (antiga skypicker.com) é uma agência de viagens online Tcheca. Em seu site, a Kiwi.com fornece um agregador de tarifas, mecanismo de metabusca e reserva de passagens aéreas. Seu diferencial é "interlining virtual" - venda de itinerários de voos combinando companhias aéreas normalmente não cooperantes.
O site skypicker.com foi criado em 2011, a empresa sediada em Brno foi fundada em 2012 por Oliver Dlouhý e Jozef Képesi. Em 2016, a empresa adquiriu o domínio kiwi.com por U$800.000 e se reposicionou para kiwi.com. Jiří Hlavenka foi um dos primeiros investidores.
Em 2017 a empresa passou a ser uma das cinco maiores vendedoras online de passagens aéreas na Europa, com faturamento por volta de 1.1 bilhões de euros, em 2018.
Kiwi.com possui funcionários, além de Brno (República Tcheca), em Barcelona (Espanha) e Praga (República Tcheca). Tendo parceiros terceirizados em: Belgrado (Sérvia), Bratislava (Eslováquia), Dalian (China), Kiev (Ucrânia), Manila (Filipinas), Split e Zagreb (Croácia), Pune, Nashik e Indore (Índia) Tunísia, Miami (EUA), Bangcoc (Tailândia), Pequim (China) e Liubliana (Eslovênia).
Em junho de 2019 a principal acionista passou a ser a General Atlantic. Os fundadores da Kiwi.com permanecem como acionistas e na gestão do negócio.